# الهاشمية (الكوفة)
مدينة الهاشمية هي مدينة عراقية ومركز قضاء تتبع إداريا إلى محافظة بابل في منطقة الفرات الأوسط على نهر الفرات على بُعد 130 كم جنوب بغداد،ويبلغ عدد سكانها بحسب إحصاء عام 2013 نحو 60 الف نسمة. يعمل سكانها بالدرجة الأساس بالوظائف الحكومية كونها مركز قضاء يتبعه إداريا نواحي مثل المدحتية الطليعة، وتعتبر المنطقة بصورة عامة ذات طبيعة جميلة وأراض زراعية وبساتين، وتأخذ مدينة الهاشمية طابعاً عشائريا بصورة عامة يسكنها خليط من أبناء عشائر متنوعة.

## التاريخ
بعد قيام الخلافة العبَّاسية في الكوفة، ارتحل الخليفة أبو العباس السفاح (حكم 750-754م) بعد أشهر نحو الهاشميَّة مُستقرًا بها، فبنى بها قصره، غير أنه في السنة الأخيرة من حكمه انتقل إلى الأنبار ثم توفى فيها. استقر خلفه أبو جعفر المنصور (حكم 754-775م) في الهاشميَّة في أول حكمه، إلا أنه كره سكناها كثيرًا بعد قيام أهلها مع أهل الكوفة بمساعدة طائفة الراوندية التي خالفت مبادئ الإسلام فحاصروا قصره، ولهذا السبب، قرر المنصُور بناء بغداد، وانتقل فيها سنة 763م.

## المستوى الثقافي
تحتوي الهاشمية على كم من المثقفين والفنانين والكتاب والشعراء
منهم النحات العراقي المعروف عامر خليل الذي عرف بأمتيازه في المعارض الكبيرة التي شارك بها على المستوى الوطني والدولي وفيها كم من الشعراء الذين تميزو على مستوى المحافظة وعلى مستوى العراق ومنهم
الشاعر بهاء البابلي .

## وصلات خارجية
- موقع ومنتدى قضاء الهاشمية